# Feel It Break
Feel It Break je debutové album kanadské elektronické skupiny s názvem Austra, které vyšlo pod známkou Paper Bag Records 17. května 2011. Album sklidilo celkově pozitivní reakce kritiků, které především vyzdvihovaly barvu hlasu zpěvačky Katie Stelmanis a hudební styl kapely přirovnávaly k umělcům jako jsou Kate Bushová, Cocteau Twins, Fever Ray, Zola Jesus a Depeche Mode. Deska byla vybrána do užšího výběru na cenu Polaris Music Prize a dostalo se jí nominace na cenu Juno Award v kategorii Elektronické album roku. Feel It Break obsahuje tři vydané singly: "Beat and the Pulse", "Lose It" a "Spellwork".
Deluxe edice vyšla digitálně 29. listopadu 2011, dvojitý kompaktní disk, limitovaný 1 000 kopiemi, ji následoval 13. prosince 2011. Mezi dodatečné skladby patří B-strana singlu "Beat and the Pulse" s písněmi "Young and Gay" (napsána jako pocta torontskému umělcovi a aktivistovi Willovi Munro) a "Energy"; "Identity" (z "Spellwork"); nevydané B-strany "Believe Me", "Trip" a "Pianix"; coververze skladeb "Woodstock" (Joni Mitchell, vyšla na singlu "Lose It") a "Crying" (Roy Orbison); a remix písně "Beat and the Pulse" od Shawna "Clown" Crahana z kapely Slipknot.

## Seznam skladeb
Všechny skladby napsal(i) Austra, kromě vyznačených. 
| Pořadí         | Název              | Délka |
| -------------- | ------------------ | ----- |
| 1.             | Darken Her Horse   | 5:21  |
| 2.             | Lose It            | 4:29  |
| 3.             | The Future         | 4:03  |
| 4.             | Beat and the Pulse | 4:56  |
| 5.             | Spellwork          | 5:10  |
| 6.             | The Choke          | 4:12  |
| 7.             | Hate Crime         | 4:02  |
| 8.             | The Villain        | 4:06  |
| 9.             | Shoot the Water    | 3:23  |
| 10.            | The Noise          | 3:32  |
| 11.            | The Beast          | 4:03  |
| Celková délka: | Celková délka:     | 47:17 |

| Deluxe edice, bonusový disk | Deluxe edice, bonusový disk | Deluxe edice, bonusový disk |
| Pořadí                      | Název                       | Délka                       |
| --------------------------- | --------------------------- | --------------------------- |
| 1.                          | Identity                    | 5:03                        |
| 2.                          | Young and Gay               | 3:29                        |
| 3.                          | Energy                      | 3:57                        |
| 4.                          | Believe Me                  | 3:27                        |
| 5.                          | Trip                        | 5:28                        |
| 6.                          | Pianix                      | 2:30                        |
| 7.                          | Woodstock                   | 3:21                        |
| 8.                          | Crying                      | 2:45                        |
| 9.                          | Beat and the Pulse          | 7:09                        |
| Celková délka:              | Celková délka:              | 37:09                       |

| Australian Tour edice, bonusový disk | Australian Tour edice, bonusový disk             | Australian Tour edice, bonusový disk |
| Pořadí                               | Název                                            | Délka                                |
| ------------------------------------ | ------------------------------------------------ | ------------------------------------ |
| 1.                                   | Spellwork (MNDR Nighttime Remix)                 | 5:15                                 |
| 2.                                   | Lose It (Mark Pistel Dub Remix)                  | 6:25                                 |
| 3.                                   | Lose It (Planningtorock Remix)                   | 5:24                                 |
| 4.                                   | Beat and the Pulse (Still Going Remix)           | 6:06                                 |
| 5.                                   | Beat and the Pulse (Steffi Bass-Break Dub Remix) | 6:51                                 |
| 6.                                   | Beat and the Pulse (Kool Thing Remix)            | 5:05                                 |
| 7.                                   | Lose It (120 Days Remix)                         | 4:07                                 |
| 8.                                   | Lose It (Young Galaxy Remix)                     | 4:15                                 |
| 9.                                   | Lose It (Mark Pistel Vocal Remix)                | 6:23                                 |
| 10.                                  | Lose It (Mark Pistel Funk Bass Remix)            | 6:25                                 |
| Celková délka:                       | Celková délka:                                   | 56:16                                |

## Obsazení
Skupina
- Katie Stelmanis – zpěv, klávesy
- Maya Postepski – bicí
- Dorian Wolf – basová kytara
- Austra – produkce

Dodatečné
- Rob Carmichael – design
- Jeremy Darby – piano inženýr (na skladbách 2, 3, 6, 8, 11)
- Carmen Elle – kytara (na skladbách 10, 11)
- Mike Haliechuk – koprodukce (na skladbách 1, 4)
- Anissa Hart – cello (na skladbě 10)
- Ewan Kay – trombon (na skladbě 9)
- Joe Lambert – mastering
- Damian Taylor – dodatečný inženýr (na skladbách 1, 2, 8, 10, 11); frequency harmonization, balance inženýr, tone mixing (na všech skladbách)
- Anna-Sophia Vukovitch – housle (na skladbě 10)
- Kate Young – fotografie

## Hitparády
| Hitparáda (2011)       | Nejvyšší pozice |
| ---------------------- | --------------- |
| USA Heatseekers Albums | 22              |